# دي سي كومكس
دي سي كومكس هي شركة قصص مصورة وأفلام، وهي شركة تابعة لوارنر بروس، وهي فرع من شركة تايم وارنر.
تعد من أقدم وأنجح شركات القصص المصورة الأمريكية، وتضم العديد من الأبطال الخارقين المعروفين، بما في ذلك سوبرمان، باتمان، المرأة المعجزة، الفانوس الأخضر، فلاش، الرجل المائي، سايبورغ، شازام،المريخي مانهاونت، هاوك غيرل، السهم الأخضر.
كما يضم عالم دي سي كوميكس العديد من الفرق مثل فرقة العدالة، جمعية العدالة الأمريكية، الفرقة الانتحارية، مراهقو التايتنز.
وتضم كذلك الأشرار المعروفين مثل الجوكر، ليكس لوثر، دارك سايد، كات وومان، رأس الغول، ديث ستروك، بروفيسور زووم، سينسترو، بلاك آدم وبراينياك.
وقد نشرت الشركة أيضا مواد غير متعلقة بعالم دي سي، بما في ذلك المراقبون، وثاء رمزاً للثأر والعديد غيرها.
شعار «دي سي» جاء من شركة سلاسل شعبية «ديتاكتيف كوميكس»، والتي كان ظهور باتمان الأول فيها، وأصبح فيما بعد جزءاً من أسم الشركة.
يقع مقر الشركة الأصلي في مانهاتن، نيويورك قبل أن يعلنوا في أكتوبر 2013 أن دي سي ستنقل مقرها من نيويورك إلى بوربانك، كاليفورنيا في عام 2015.

## التاريخ

### الأصل
أسس رجل الأعمال الرائد مالكولم ويلر-نيكلسون نشرة الحلفاء الوطنية في خريف عام 1934.
تم تغيير اسم المجلة في ديسمبر 1935 إلى «نيو كوميكس» ثم إلى «أدفينتشار كوميكس» في العدد #503 سنة 1983، لتصبح واحدة من أطول سلاسل الكتب الهزلية.
في عام 1953 قام كل من جيري سيغل وجو شوستر، مبتكري شخصية سوبرمان مستقبلاً، بابتكار شخصية دكتور أوكيولت، أقدم شخصية لاتزال في عالم دي سي حتى الآن.
في جون 1938 تم تغيير اسم «ديتيكتيف كوميكس» للمرة الرابعة ليصبح «أكشن كومكس» واحتوت الطبعة الأولى من المجلة باسمها الجديد الظهور الأول مرة سوبرمان، وأصبحت أول مجلة هزلية تنشر شخصية نموذجية جديدة والتي عرفت بعد ذلك بـ«البطل الخارق»، وحققت الشخصية الجديدة مبيعات ضخمة. مما جعل الشركة تقدم شخصيات أخرى مشابهة مثل ساندمان وباتمان.
في 22 فبراير 2010، بيعت نسخة من «أكشن كوميكس» # 1 (جون 1938) في مزاد من بائع مجهول إلى مشتر مجهول بقيمة 1,000,000$.

### العصر الذهبي
في 30 سبتمبر عام 1946 اندمجت كل من نشرة الحلفاء الوطنية مع ديتيكتيف كوميكس، لتصبح نشرة الكوميكس الوطنية.
وعلى الرغم من الأسماء الرسمية «كوميكس الوطنية» و «نشرة الدورية الوطنية»، وصفت الشركة نفسها بـ«سوبرمان دي سي» في وقت مبكر من عام 1940، وأصبحت الشركة معروفة بالعامية باسم دي سي كوميكس لسنوات قبل الاعتماد الرسمي للاسم في 1977.
وبدأت الشركة تتحرك بحزم ضد ما تراه مقلداً وينتهك حقوق الطبع والنشر من شركات أخرى، مثل شخصية فوكس كوميكس «الرجل المعجزة»، الذي (وفقا لشهادة المحكمة) نسخة من سوبرمان.
وامتدت دعاوي دي سي القضائية لتصل فاوست كوميكس على شخصية «الكابتن المعجزة»، بالرغم من أن أوجه الشبه بين «الكابتن المعجزة» و«سوبرمان» بدا أكثر ضعفاً (قوى الكابتن المعجزة جاءت من السحر، على عكس سوبرمان)، حكمت المحاكم أن النَسخ كبير ومتعمد للمواد محفوظة الحقوق.
وفي مواجهة تراجع المبيعات واحتمال إفلاس الشركة، استسلمت فاوست في عام 1955 وتوقفت عن إصدار الكوميكس. وبعد سنوات، باعت فاوست حقوق الكابتن مارفيل لدي سي-التي أحيت في عام 1974 الكابتن المعجزة في عنوان جديد «شازام!».
في غضون ذلك، تم الاستيلاء على العلامة التي تركتها دي سي بواسطة مارفيل كوميكس في عام 1967، بإنشاء «الكابتن المعجزة» الخاص بهم، بينما لم يتمكن الكابتن المعجزة من استعادة شعبيته القديمة، وظهر في وقت لاحق في صباح السبت البث المباشر وأكتسب مكانة بارزة في استمرارية دي سي.
عندما تلاشت شعبية الأبطال الخارقين في أواخر الأربعينيات، ركزت الشركة على أنواع الخيال العلمي، أفلام الغرب، الكوميديا، الرومانسية، كما نشرت دي سي الجريمة والرعب.

### العصر الفضي
في منتصف الخمسينات، توجه مدير التحرير إروين دونينفيلد والناشر يبوويتز للمحرر جوليوس شوارتز لإنتاج قصة ون شوت لشخصية فلاش بعنوان شاوكيس. وكان كل من شوارتز والكتاب روبرت كانييروجون بروم وبينسيلركارمين إنفانتينو والمحبر جو كوبيرت قد ابتكروا أول شخصية فائقة السرعة جديدة كلياً، وتم طرح فلاش في شاوكيس# 4 (أكتوبر 1956) وأثبتت شعبية بما فيه الكفاية، سرعان ما أدت إلى تجديد مماثل لشخصية الفانوس الأخضر، وإدخاله في فرقة العدالة الأمريكية (JLA).
وبإشراف المحرر مورت ويسينجر تم تقديم شخصيات أخرى مثل سوبر غيرل، بيزارو، وبرينياك. وتحت عنوان باتمان، وبإشراف المحرر جاك شيف، تم عرض بات وومان، بات غيرل، أيس بات كلب الصيد، وبات العثة.
قام شوارتز، جنباً إلى جنب مع الفنان إنفانتينو، بتنشيط باتمان في ما روجت الشركة باسم «نيو لوك»، باتمان باعتباره محقق.
منذ الأربيعينيات، كان باتمان وسوبرمان والعديد من أبطال الشركة الأخرين بالظهور في القصص معاً، وقامت شركة دي سي بمنع استمرار الظهور المشترك للشخصيات في وقت لاحق من الزمن، كان يطلق عليها اسم «عالم دي سي» من قبل المعجبين.
مع قصة «فلاش لعالمين»، في فلاش # 123 (سبتمبر 1961)، محرر شوارتز (مع الكاتب غاردنر فوكس والفنانين إنفانتينو وجو جييلا) قدم مفهوما يسمح بدمج الثلاثينيات مع الأربعينيات، والذي يُمكن أبطال العصر الذهبي بالاستمرارية عبر التفسير بأنهم يعيشون على «الأرض 2» وغيرها من الأبعاد، خلافاً للأبطال الحديثين في «الأرض 1» -في عملية خلق أساس لما يطلق عليه في وقت لاحق الكون المتعدد لدي سي.
ساهم البرنامج التلفزيوني باتمان 1966 على شبكة ABC برفع مؤقت في مبيعات القصص المصورة.
في عام 1967، ترقى رسام باتمان الفنان إنفانتينو (الذي كان قد صمم شخصيات العصر الفضي بات غيرل والغريب فانتوم) من مدير فني ليصبح مدير تحرير دي سي.
تزايد شعبية المنافس مارفيل كوميكس هُددت دي سي كوميكس بخسارة مكانتها كرقم واحد منذ فترة طويلة في صناعة الكوميكس، حولت الشركة مزيد من التركيز نحو تسويق عناوين جديدة وممتدة للشخصيات مع الأهتمام بالناشئة كبار السن والبالغين الذين تتراوح أعمارهم بين الكليات. الوصول إلى هذا دفع لمحتوى أكثر نضجاً ووصل ذروته مع عام 1986 باستئناف عالم دي سي.
وقامت شركة دي سي بتوظيف مواهب كبرى مثل فنان مارفيل السابق والمشارك في أبتكار شخصية سبايدرمان ستيف ديتكو، وقادمون جدد واعدون، منهم، نيل آدمز وديني اونيل واستبدل بعض محررين دي سي مع فنانين محررين، لإعطاء دي سي فنية أكثر.

### شركة كيني الوطنية
في عام 1967، تم شراء نشرة الدورية الوطنية من قبل شركة كيني الوطنية، والتي تم شراؤها في وقت لاحق من قبل وارنر بروس.-سيفن آرتس وأصبحت شبكة وارنر.
في عام 1970، انتقل جاك كيربي من مارفيل كوميكس إلى دي سي، في نهاية العصر الفضي للكاريكاتير، لعبت مساهمات كيربي في مارفيل دورا أساسياً كبيراً. نظراً لتفويضه لكتابة قصصه الخاصة.
وخلق حفنة من سلسلة مرتبطة موضوعيا دعاها «العالم الرابع». وبامتداد سلسلة سوبرمان لجيمي أولسن وخاصته، أطلق سلسلة حديثة الآلهة الجديدة، مستر معجزة، وناس الأبدية، قدم كيربي مثل هذه الشخصيات والمفاهيم بالشخصية الشريرة دارك سايد وعالم أبوكولبس. في حين كانت المبيعات جيدة، لم يكن على مستوى التوقعات العالية لإدارة دي سي، وعانى أيضاً من نقص في الفهم والدعم الداخلي من إنفانتينو. وبحلول عام 1973 تم إلغاء «العالم الرابع»، رغم أن أفكار كيربي ستصبح قريباً جزءاً لا يتجزأ من توسع عالم دي سي.

### العصر البرونزي
بعد ابتكارات الخيال العلمي في العصر الفضي، فإن الكوميكس في السبعينيات والثمانينات أصبح يعرف باسم العصر البرونزي، وأعطى الخيال وسيلة لأكثر طبيعية ومواضيع في بعض الأحيان أكثر قتامة. وأستخدمت المخدرات غير المشروعة، التي حظرتها السلطة، ظهر بوضوح في الكوميكس لأول مرة في مارفيل كوميكس «الرجل العنكبوت المذهل» في أوائل عام 1971، ورداً على ذلك، عرضت دي سي قصة تعاطي المخدرات للكاتب دينيس أونيل والفنان نيل آدمز «الفانوس الأخضر»، بدءاً من قصة«طيور الثلج لا تطير» في الفانوس الأخضر/ السهم الأخضر # 85 (سبتمبر 1971)، والذي يصور سبيدي، الصاحب المراهق للسهم الأخضر، الذي أصبح مدمنا على الهيروين.
استبدل إنفانتينو مدير التحرير بجينيت كان، ناشر مجلة أطفال سابقاً في يناير كانون الثاني عام 1976. وكانت دي سي في منافسة صعبة مع مارفيل، وحاولت كسب السوق من خلال زيادة انتاجها.
وشمل ذلك إطلاق سلسلة تتميز بشخصيات جديدة مثل فايرستورم وشايد، الرجل المتغير، فضلاً عن مجموعة من السلاسل غير الخارقة.
في نوفمبر عام 1980 أطلقت دي سي سلسلة مستمرة جديدة «مراهقوا التايتنز الجدد»، للكاتب مارف وولفمان والفنان جورج بيريز، اثنين من المواهب الشعبية مع تاريخ حافل من النجاحات. وهم فريق من الأبطال الخارقين، على غرار سلسلة مارفيل «أكس مين»، ولكن مبنية على تاريخ دي سي، وحصلت على مبيعات كبيرة، ويرجع ذلك جزئياً إلى استقرار الفريق الإبداعي، الذي استمر على حد سواء مع السلسلة لمدة ست سنوات كاملة. وبالإضافة إلى ذلك، أنشأ كل من وولفمان وبيريز عنوان عرضي، حكايات مراهقوا التايتنز الجدد، لعرض أصولهم دون الحاجة للخروج من تدفق السرد في السلسلة الرئيسية أو التزامهم بمضاعفة العمل مع عنوان أخرى جارية.

### العصر الحديث
نجاح مراهقوا التايتنز في العصر البرونزي، دفع المحررين لدى دي سي لطلب الشيء نفسه بالنسبة لعالم دي سي. ونتيجة لذلك، أصدر كل من وولفمان / بيريز 12 منشور من السلسلة المحدودة أزمة في الأرض اللانهائية، والتي أعطت الشركة فرصة لإعادة التنظيم والتخلي عن بعض الشخصيات معقدة الخلفية الدرامية واستمرارية التناقضات.
وتم نشر مجلدين بعنوان تاريخ عالم دي سي، تبين تاريخ الشخصيات الرئيسسية في دي سي، وتفصل الجدول الزمني للمنشورات إلى ماقبل ومابعد «الأزمة».
شهد منتصف الثمانينيات أيضاً نهاية العديد من شخصيات الكوميكس الحربية والتي استمرت لفترة طويلة، وشملت سلاسل صدرت منذ الستينيات. وتشمل الرقيب.روك، جي.آي كومبات، الجندي المجهول، حكايات الحرب الغريبة.

### وحدة تايم وارنر (1990 إلى الوقت الحاضر)
في مارس 1989، اندمجت شبكة وارنر مع شركة تايم، مما يجعل دي سي كوميكس شركة تابعة لشركة تايم وارنر. في حزيران، أطلق فيلم باتمان، وبدأت دي سي بنشر سلسلة أغلفة لطبعات دي سي الأرشيفية، ومجموعات من أصدارات سابقة عديدة، وتضم قصص نادرة وباهظة الثمن لم تشاهد من قبل العديد من المشجعين الحديثين.
شهدت صناعة الكوميكس طفرة وجيزة في التسعينيات في وقت مبكر، وذلك بفضل شراء المضاربة (شراء جماعي للكتب، بقصد إعادة بيعها بقيمة أعلى) والعديد من القصص التي حظيت باهتمام من وسائل الإعلام الرئيسية. وقصص دي سي الممتدة والتي قُتل فيها سوبرمان، وأُقعد باتمان وتحول البطل الخارق الفانوس الأخضر إلى الشرير بارالاكس أدت في زيادة كبيرة في المبيعات.

### الألفينات
استحوذت شركة دي سي في مارس 2003 على حقوق النشر والترويج لسلسلة الخيال إيلكويست.
وفي عام 2004 استحوذ شركة دي سي مؤقتاً على حقوق النشر في أمريكا الشمالية لروايات الناشرين الأوروبيين في 2000 AD وهيومانويدس.
في عام 2005، أطلقت دي سي خط «كل النجوم» وتهدف إلى تمييز بعض الشخصيات المعروفة في القصص التي تتجنب استمرارية طول وتعقيد عالم دي سي.
وبدأ الخط مع كل نجوم باتمان وروبين الفتى المعجزة وكل نجوم سوبرمان، وكل نجوم المرأة المعجزة، وكل نجوم بات غيرل.

### 2010 - إلى الوقت الحاضر
في عام 2011، أعيد أصدار جميع سلاسل دي سي، وسميت الإعادة بـالـ52 الجديدة، والتي أعطت قصص أصل جديدة، وأزياء جديدة لجميع الشخصيات.
في عام 2014، أعلنت دي سي عن ثمان منشورات بعنوان «التقارب» والتي بدأت في أبريل 2015.

## دي سي للترفيه
في سبتمبر 2009، أعلنت وارنر بروس بأن دي سي كوميكس ستصبح تابعة لشركة دي سي للترفيه، وسيصبح ديان نيلسون، رئيس شركة ورنر بريميير رئيس الشركة القابضة التي تم تأسيسها حديثاً، والناشر ورئيس دي سي كوميكس بول ليفيتس يصبح محرر مساهم ومستشار عمومي.
وفي 18 فبراير 2010، عينت دي سي للترفيه جيم لي ودان ديديو رئيسين ناشرين في دي سي كوميكس، جيف جونز رئيس تنفيذي إبداعي، وجون رود نائب الرئيس التنفيذي للمبيعات والتسويق وتطوير الأعمال، وباتريك كالدون نائب الرئيس التنفيذي للشؤون المالية والإدارية.
في مايو 2011، أعلنت دي سي أنها ستبدأ إطلاق نسخ رقمية من الكوميكس بجانب النسخ الورقية.
في أكتوبر 2013، أعلنت دي س للترفيه أن مكاتب دي سي كوميكس ستنقل من مدينة نيويورك إلى وارنر بروس بربانك، كاليفورنيا، في عام 2015.

### دي سي للأفلام
تم إعادة تنظيم وارنر بروس في مايو 2016 لتكون مسؤولة عن تنظيم الأفلام، ووضعت دي سي للأفلام تحت تصرف وارنر بروس تحت قسم إنشاؤها حديثا، تحت إشراف نائب الرئيس التنفيذي لوارنر بروس جون بيرغ والمسؤول عن محتوى دي سي جيف جونز. وقد تم ذلك في نفس المنوال كما في استوديوهات مارفل في توحيد صناعة الأفلام.

## الأفلام
| السنة | الفيلم                         | إخراج          | كتابة | مبني على                                                                 | إنتاج                                                                   | الميزانية  | حصد          |
| ----- | ------------------------------ | -------------- | --- | ------------------------------------------------------------------------ | ----------------------------------------------------------------------- | ---------- | ------------ |
| 2005  | بداية باتمان                   | كريستوفر نولان | قصة دايفيد س. جوير سيناريو كريستوفر نولان ودايفيد س. جوير                                                     | باتمان من تأليف بوب كين مع بيل فينجر                                     | وارنر بروس. / ليجندري بيكتشرز / باتاليكسIII / ساينكوبي                  | $150 مليون | $374.2 مليون |
| 2006  | عودة سوبرمان                   | براين سينغر    | قصة براين سينجر، مايكل داويرتي، دان هاريس سيناريو مايكل داويرتي، دان هاريس                                    | سوبرمان من تأليف جيري سيجال، جو شوستر                                    | وارنر بروس. / ليجندري بيكتشرز / باد هات هاري / بيترز للترفيه            | $204 مليون | $391.1 مليون |
| 2008  | فارس الظلام                    | كريستوفر نولان | قصة كريستوفر نولان ودايفيد س. جوير سيناريو جوناثان نولان وكريستوفر نولان                                      | باتمان من تأليف بوب كين و بيل فينجر                                      | وارنر بروس. / ليجندري بيكتشرز / بيكتيرز/ ساينكوبي                       | $185 مليون | $1.005 مليار |
| 2009  | المراقبون                      | زاك سنايدر     | دايفيد هايتر وأليكس تسي                                                                                       | المراقبون من تأليف الان مور وديفيد جيبسون                                | وارنر بروس / باراماونت بيكتشرز / ليجيندري بيكتشرز / لورنس غوردن         | $130 مليون | $185.3 مليون |
| 2010  | جونا هيكس                      | جيمي هيوارد    | قصة نيفيلداين/تايلور وويليام فارمر سيناريو نيفيلداين/تايلور                                                   | جونا هيكس من تأليف جون ألبانو وطوني ديزونيغا                             | وارنر بروس. / ليجندري بيكتشر / بيكتشرز/ ويد رود بيكتشرز                 | $47 مليون  | $10.9 مليون  |
| 2011  | الفانوس الأخضر                 | مارتين كامبيل  | قصة كريغ بيرلانتي، مايكل جرين، مارك جوغنهيم سيناريو كريغ بيرلانتي، مايكل جرين، مارك جوغنهيم، مايكل جولدينبيرغ | المصباح الأخضر بواسطة جون بروم وجيل كاين                                 | وارنر بروس / دي لاين بيكتشرز                                            | $200 مليون | $219.9 مليون |
| 2012  | نهوض فارس الظلام               | كريستوفر نولان | قصة كريستوفر نولان ودايفيد س. جوير سيناريو جوناثان نولان وكريستوفر نولان                                      | باتمان من تأليف بوب كين وبيل فينجر                                       | وارنر بروس. / ليجندري بيكتشر / بيكتشرز/ ساينكوبي                        | $230 مليون | $1.085 مليار |
| 2013  | رجل من حديد                    | زاك سنايدر     | قصة كريستوفر نولان ودايفيد س. جوير سيناريو دايفيد س. جوير                                                     | سوبرمان من تأليف جيري سيجيل وجو شوستر                                    | وارنر بروس. / ليجندري بيكتشر / بيكتشرز/ ساينكوبي                        | $225 مليون | $668 مليون   |
| 2016  | باتمان ضد سوبرمان: فجر العدالة | زاك سنايدر     | كريس تيريو ودايفيد س. جوير                                                                                    | باتمان من تأليف بوب كين وبيل فينجر سوبرمان من تأليف جيري سيجيل وجو شوستر | وارنر بروس / رات باك للترفيه / أطلس للترفيه / كرويل أند أنيوتشوال فيلم  | $250 مليون | $873.6 مليون |
| 2016  | الفرقة الانتحارية (فيلم)       | دايفد آير      | دايفد آير | "الفرقة الأنتحارية من تأليف جون أوستراندير                               | وارنر بروس / رات باك للترفيه / أطلس للترفيه /                           | $175 مليون | $746.8 مليون |
| 2017  | المرأة الخارقة                 | باتي جينكينز   | قصة زاك سنايدر وألان هيينبيرغ سيناريو جيف جونز وألان هيينبيرغ                                                 | المرأة المعجزة من تأليف وليام مولتون مارسستون                            | وارنر بروس / رات باك للترفيه / أطلس للترفيه / كرويل أند أنيوتشوال فيلم  | $149 مليون | $821.8 مليون |
| 2017  | فرقة العدالة                   | زاك سنايدر     | كريس تيريو | فرقة العدالة من تأليف جاردنر فوكس                                        | وارنر بروس / رات باك للترفيه / أطلس للترفيه / كرويل أند أنيوتشوال فيلم  | $300 مليون | $657.9 مليون |
| 2018  | أكوا مان                       | جيمس وان       | قصة جيمس وان وجيف جونز سيناريو ويل بيل                                                                        | الرجل المائي من تأليف مورتيمر وايزينجر وباول نوريس                       | وارنر بروس / دي سي فيلمز / شركة سفران                                   | $170 مليون | $1.148 مليار |
| 2019  | شازام!                         | ديفيد ساندبيرغ | هنري جايدن | كابتن مارفل من تأليف بيل باركر وسي سي بيك                                | وارنر برذرز / نيو لاين سينما / دي سي فيلمز                              | $100 مليون | $366 مليون   |
| 2019  | جوكر                           | تود فيليبس     | تود فيليبس وسكوت سيلفر                                                                                        | الجوكر من تأليف جيري روبنسون، وبيل فينغر، وبوب كين                       | وارنر برذرز بيكتشرز / دي سي فيلمز / برون ستوديوز / فيلاج رود شو بيكتشرز | $55 مليون  | $1.074 مليار |